# Sanskrit in Indonesia
Sanskrit in Indonesia is een standaardwerk op het gebied van etymologie en van Sanskriet-leenwoorden in verschillende Indonesische talen van prof. dr. Jan Gonda, een Nederlandse sanskritist aan de Rijksuniversiteit Utrecht in 1952. Dit boek werd gepubliceerd in New Delhi, India door de International Academy of Indian Culture.
Dit boek kreeg na 1952 twee herdrukken in 1973 en 1998.

## Inhoud
Het boek is ingedeeld in zes hoofdstukken en twee bijlagen:
- Hoofdstuk I is een inleiding in het algemeen over de Indonesische talen en leenwoorden in deze talen.
- Hoofdstuk II gaat over de geschiedenis van de verspreiding van het Sanskriet en Indiase schriftsoorten in de Indische Archipel en Madagaskar.
- Hoofdstuk III behandelt de velden waarin woorden ontleend zijn. Gonda onderscheidt elf categorieën: 1. Godsdienst, 2. Leven en Dood, 3. Religie en Mystiek, 4. Riten, Ceremonieën en Recht, 5. Medicijnen, 6. Architectuur, 7. Getallen en Chronologie, 8. Enkele Abstracte Termen, 9. Botanica, 10. Eigennamen, 11. Topografie.
- Hoofdstuk IV gaat over de aanpassingen in woordvorm van de Sanskriet-leenwoorden in de Indonesische talen.
- Hoofdstuk V bespreekt de betekenisverschuivingen van de Sanskriet-leenwoorden in de Indonesische talen.
- Hoofdstuk VI bespreekt de reacties van de Indonesische talen op het Sanskriet als donortaal.
- Bijlage 1 bespreekt de bijdrage die de studie van het Indonesische Sanskriet kan leveren tot het Sanskriet-onderzoek.
- Bijlage 2 gaat over de Indonesische talen als doorgeefluik voor leenwoorden in andere talen; met name West-Europese talen.